# 채벽방
채벽방(蔡辟方, ? ~ ?)은 전한 중기의 제후로, 개국공신 채겸의 증손이다.

## 행적
원삭 2년(기원전 127년), 번후(樊侯)에 봉해졌다.
원정 4년(기원전 113년), 박엄(搏揜)을 저질러 작위가 박탈되고 완성단에 처하였다.

## 출전
- 사마천, 《사기》 권19 혜경간후자연표
- 반고, 《한서》 권15 고혜고후문공신표